# Otar Iosseliani
  Otar Iosseliani  (georgià: ოთარ იოსელიანი)  (Tbilisi, 2 de febrer de 1934 - Tbilisi, 17 de desembre de 2023) va ser un cineasta georgià. Els seus films són una mena de pel·lícules mudes parlades, plenes de nostàlgia i d'un desesper divertit, amb una certa familiaritat d'estil amb Jacques Tati.

## Biografia
Iosseliani es diplomà de piano, de composició i de direcció d'orquestra a l'escola de música de Tbilissi. El 1953 entrà a la Universitat de Moscou per fer cursos de matemàtiques i mecànica, s'hi quedà fins al 1955. Seguir aquest tipus d'estudis a la Unió Soviètica significava ser reclutat per l'exèrcit, de manera que s'orientà cap a estudis d'escenificació a l'Institut de Cinema de la Unió Soviètica (VGIK). El 1958 realitzà la seva primera pel·lícula, Aquarel·la que s'emeté per la televisió.
El 1961 dirigí Aprili. La pel·lícula, prohibida, es visionà a la Unió Soviètica a partir dels anys 1970. Iosseliani treballà de pescador i després d'obrer metal·lúrgic, fet que el portà al cinema dos anys més tard, amb la direcció de La Fosa (Tudzhi), un documental sobre els obrers d'una foneria. El 1967 presentà La caiguda de les fulles, la pel·lícula va ser retirada de la Unió Soviètica però va ser presentada al Festival de Canes. El 1968, Dzveli qartuli simgera (Velles cançons georgianes) és prohibida pel Comitè de Cinema de Tbilissi. Per a Hi havia una vegada una merla cantora (1970) la distribució va ser limitada als cineclubs però la pel·lícula arribà a Canes el 1974 amb Otar Iosseliani. El 1976, Pastoral és prohibida fins al 1979, any en què Iosseliani fou anomenat Personalitat emèrita dels Arts de Geòrgia.
A partir de 1982, Iosseliani treballà a França: hi roda una Carta d'un cineasta pel programa de televisió Cinema, cinema. El 1983, també per a la televisió, rodà un documental, Euskadi. El 1984, un nou llargmetratge, Els favorits de la lluna, obtingué el Gran Premi del Jurat a la Mostra de Venècia. Iosseliani fou anomenat Artista del Poble de Geòrgia. L'any següent rodà un documental per a la televisió: Un petit monestir a la Toscana. El 1989 Et la lumière fut obtingué el premi especial del jurat a la Mostra de Venècia.
La caça de les papallones es presentà el 1992. Nicolas Zourabichvili, compositor francès d'origen georgià, assegurà la col·laboració musical per a moltes de les seves pel·lícules. El 1994 Arte difongué el tríptic documental Sola, Georgia. Amb Brigands, chapitre VII (1996), Iosseliani obtingué el seu tercer premi especial del jurat a la Mostra de Venècia. El 1999 Adieu, plancher des vaches !  guanyà amb el premi Louis-Delluc. El 2001 Dilluns al matí rebé l'Os de Plata al Festival de Berlín. El 1995 va ser membre del jurat del 19è Festival Internacional de Cinema de Moscou.
El 2011, la seva pel·lícula Chantrapas va ser seleccionada com a entrada georgiana com a Millor pel·lícula en llengua estrangera als Premis Oscar de 2011. El mateix any, Iosseliani va rebre un homenatge de tota una vida: el CineMerit Award al Festival Internacional de Cinema de Munic. Va ser entregat pel seu antic alumne, al cineasta georgià Dito Tsintsadze. El 2015, el Festival de Cinema de Belfort Entrevues li va dedicar una retrospectiva.

## Filmografia
Curtmetratges
- 1958: Akvarel
- 1959: Sapovnela
- 1961: Aprili
- 1964: Tudzhi (documental)
- 1968: Dzveli qartuli simgera  (documental)
- 1982: Lettre d'un cinéaste: 7 ouvres pour le cinéma noir et blanc

Llargmetratges
- 1966: Giorgobistve
- 1970: Iko shashvi mgalobeli
- 1975: Pastorale (Pastorali)
- 1983: Euskadi (documental)
- 1984: Les Favoris de la lune
- 1988: Un petit monastère en Toscane (documental)
- 1989: Et la lumière fut
- 1992: La Chasse aux papillons
- 1994: Seule, Géorgie (documental)
- 1996: Brigands, chapitre VII
- 1999: Adieu, plancher des vaches !
- 2001: Dilluns al matí (Lundi matin)
- 2006: Jardins en automme
- 2010: Chantrapas

Actor
- 1989: Et la lumière fut, el seu propri film: tourista observant els bessons.
- 1996: El fill de Gascogne, de Pascal Aubier, on fa el seu propi paper.
- 1999: Adieu, plancher des vaches !, el seu propi film
- 2001: Dilluns al matí, el seu propri film: l'amic del pare de Vincent, pianista megalòman.
- 2006: Jardins en automme, el seu propri film: Arnaud, l'amic jardiner.